# マイケル・ケイツ
マイケル・エルムハースト・ケイツ（Michael Elmhirst Cates、1961年5月5日 - ）は、イギリスの物理学者。

## 人物
王立協会フェロー（Fellowship of the Royal Society）、哲学学会（Fellow of the Royal Society of Edinburgh）の研究機関に所属する。1985年トリニティ・カレッジから博士号取得。2015年7月1日からケンブリッジ大学の19代目のルーカス教授職（Lucasian Professor of Mathematics）者である。以前はエディンバラ大学で自然哲学の教授をしており、2007年から王立協会の研究教授職（Royal Society Research Professorship）を務める。
重合体（polymers）、コロイド分散体（colloids）、ゲル（gels）、液晶（liquid crystals）、粒子状物質（granular material）のようなソフトマターの理論を研究しており、研究の目的は数理モデル（mathematical model）の形成、圧力がある中での流動性のある物質の力の機能を予測することである。こうような数理モデルは、材料の構成式（constitutive equation）と呼ばれる。アクティブマター（active matter）の理論の中でも特に、自己推進粒子の密集した混濁液に含む運動性細菌（motile bacteria）を研究する。アクティブ方式の原理分野の、T対称性（T-symmetry、一般的にはCPT対称性）の分野にも関心を持つ。このような理論は、nonzero steady-state Entropy productionによって明らかになる。
エディンバラ大学で、EPSRC Programme Grantの主任研究員を務め、2011年に受賞し、新しい軟質材料をDesigh Principlesと題する。ケンブリッジ大学での始まりは、ケイト・マクフィー（Cait MacPhee）が主任研究員を受け継いだことである。また、エディンバラ大学の名誉教授である。

## 受賞歴
- 1991年　James Clerk Maxwell Medal and Prize
- 2009年　ポール・ディラック賞
- 2016年　ビンガム・メダル